# Paretaxalus sandacanus
Paretaxalus sandacanus är en skalbaggsart som beskrevs av Stefan von Breuning 1938. Paretaxalus sandacanus ingår i släktet Paretaxalus och familjen långhorningar. Inga underarter finns listade i Catalogue of Life.